# 特雷扎诺罗萨
特雷扎诺罗萨（義大利語：Trezzano Rosa），是意大利米兰省的一个市镇。总面积3.48平方公里，人口4765人，人口密度1369.3人/平方公里（2009年）。国家统计（ISTAT）代码为015219。